# Пухальський Олександр Броніславович
Олекса́ндр Бронісла́вович Пухальський — полковник Збройних Сил України, учасник російсько-української війни.

## Життєпис
Народився 20 вересня 1973 року.
Станом на травень 2025 року — заступник командувача з психологічної підтримки персоналу-начальник управління психологічної підтримки персоналу  Сил територіальної оборони Збройних Сил України.

## Нагороди
- Орден Данила Галицького (2 грудня 2016) — за особистий внесок у зміцнення обороноздатності Української держави, мужність, самовідданість і високий професіоналізм, виявлені під час виконання військового обов’язку, та з нагоди Дня Збройних Сил України[1]
- Нагрудний знак «Знак пошани»
- Нагрудний знак «За військову доблесть»
- Нагрудний знак «За зразкову службу»